# Țe (chirilic)
Țe (Ц, ц) este o literă a alfabetului chirilic și reprezintă litera [ ț ].